# Nyrstar
Nyrstar N.V. est une entreprise mondiale de fonderie/trading multi-métaux, leader mondial sur le marché du zinc et du plomb, et en expansion pour le cuivre, l'or et l'argent. Nyrstar est présente sur divers marchés en Europe (Belgique, Pays-Bas, France, Royaume-Uni), en Amérique (États-Unis) et en Asie (Chine et Thaïlande) ; elle est juridiquement constituée en Belgique, mais a son siège social à Zurich, en Suisse. Nyrstar est cotée sur Euronext Brussels, depuis le 1er mars 2008.

## Historique
Nyrstar est une coentreprise créée en 2007 par fusion des activités de :
- Zinifex (une société minière australienne spécialisée dans la production de zinc (aujourd'hui fusionnée avec Oxiana Limited (en, pour former OZ Minerals) pour 60 % des apports[8],[9] ;
- Umicore (groupe belge de technologie des métaux et matériaux) pour 40 % de l'apport, plus spécialisé dans les matériaux avancés, semi-précieux, nanoproduits et catalyseurs, métaux précieux-services et zinc-produits spéciaux[9].

Selon l'Usine nouvelle, le groupe industriel issu de cette fusion employait initialement plus de 4 300 salariés sur quatre continents.

## Produits, actifs et présence mondiale
Nyrstar a des mines (aériennes ou souterraines) et des usines de fonderies en Europe, en Amérique du Nord et en Australie, avec :
- quatre exploitations minières en Amérique du Nord ;
- six fonderies (en Australie, en Belgique, en France (à Auby), aux Pays-Bas et aux États-Unis) ; les principales fonderies sont basées à Hobart (Australie), Port Pirie (Australie), Budel (Pays-Bas), Clarksville (États-Unis), Balen (Belgique), Overpelt (Belgique) et Auby (dans le bassin minier du Nord-Pas-de-Calais, dans le nord de la France) ;
- une installation de retraitement des fumées en Norvège.

### En Belgique
L'adresse de Nyrstar en Belgique est Zinkstraat 1, 2490 Balen, Belgique. (Zinkstraat signifie rue du zinc)
- L'usine de Balen qui a rejoint le groupe Nyrstar est plus spécialisée dans le zinc et le cadmium
- L'usine d'Overpelt est notamment spécialisées dans la chimie fine du cobalt.

### Aux Pays-Bas
Le groupe est implanté à Budel (production d'oxyde de zinc).

### En France
Dans le Nord de la France, près de Douai et sur le bord du Canal de la Deûle, près du site de l'ex-usine Métaleurop-Nord, l'usine Nyrstar d'Auby (ex-Umicore, ex-Union minière ex-Société des Mines et Fonderies de Zinc de la Vieille-Montagne) est située à quelques kilomètres en amont de l'ancienne usine Métaleurop Nord.

Elle produit principalement du zinc et divers autres métaux depuis 1869. 

Au tout début des années 2000, sa production annuelle de zinc était d’environ 230 000 t/an.

### Productions
Nyrstar produit surtout du zinc, mais aussi d'autres métaux, tels de l'or, de l'argent, du cuivre, du cadmium et de l'indium, mais aussi des produits dérivés tels de l'oxyde de plomb, de l'acide sulfurique ou des alliages pour batteries au calcium.
Nyrstar détient aussi intégralement le groupe autrefois français GM-Metal et a des participations dans les coentreprises suivantes :
- Galva 45 (galvanisation du zinc - France)
- ARA (recyclage des accumulateurs de plomb - Australie)
- Genesis Alloys (alliage du zinc - Chine)
- Umicore Yunnan Zinc Alloys (fusion de zinc - Chine)
- Föhl China (coulée sous pression - Chine)
- Padaeng Industry Public Company Limited (fusion et mine de zinc - Thaïlande)

## Séquelles environnementales et pollution
Toutes les fonderies sont des sources de pollution chronique et accidentelle de l'air, de l'eau et des sols, ainsi que des écosystèmes exposés aux retombées des émissions des cheminées et d'autres sources d'émissions. 

### En France
Avec sa voisine « Métaleurop-Nord » (aujourd'hui démantelée), l'usine d'Auby est en France source d'une pollution chronique et historique importante, notamment par ses émissions dans l'eau et dans l'air de métaux lourds et métalloïdes (dits éléments traces métalliques ou ETM tels que cadmium, plomb et zinc principalement, mais aussi potentiellement, plus ou moins selon les époques antimoine (Sb), argent (Ag), arsenic (As), bismuth (Bi), chrome (Cr), cobalt (Co), cuivre (Cu), étain (Sn), indium (In), mercure (Hg), nickel (Ni), sélénium (Se), thallium (Tl), thorium (Th), uranium (U)…), ainsi que par la mise en décharge de déchets ou les retombées de ses émissions acides dans les sols environnants.
Une partie du territoire périphérique pollué est devenue une zone-atelier associée à un « Programme de recherches concertées » (PRC) où depuis 1994 au moins les effets de cette pollution sont étudiés et où l'on teste divers moyens de stabiliser ou extraire les polluants du sol et des écosystèmes.

### En Australie
La fonderie Nyrstar Port Pirie Pty Ltd (située à 230 km au nord d'Adélaïde, l'une des plus grandes fonderies de plomb primaire au monde, troisième plus grand producteur d'argent, fonctionnant en continu depuis 1889) était et demeure une source majeure de dioxyde de soufre et de pollution par divers métaux, dont le plomb. Une Task Force a été créée sur ce sujet au début des années 1980,, mais malgré cette dernière la pollution a persisté et le saturnisme, en 2021, persiste encore dans la population. L'entreprise a été poursuivie pour pollution de l'air et mise en demeure d'agir en raison des atteintes à la santé des habitants de la région par le plomb (plomb qui est une source de saturnisme animal et de humain, le saturnisme infantile étant considéré comme sa forme la plus grave, car ayant des effets toxiques à très faible dose de plomb et irréversibles s'ils surviennent in utero et avant l'âge de 6 ans).

En 2009-2010, cette fonderie a — de manière chronique — continué à contaminer « un large éventail d'environnements naturels et humains », via « l'air, les poussières, les sédiments, les sols, la flore et les systèmes humains, qui possèdent maintenant tous des taux significativement élevées de plomb et d'autres métaux toxiques » (sur 353 échantillons de sentiers, sols naturel et des parcs publics, 20 % dépassaient encore 600 ppm (= 600 mg de plomb par kg de sol) en 2013, allant de 6 ppm à 7 546 ppm) ; « toute la ville de Port Pirie » a périodiquement connu des taux de plomb dans l'air « très élevés », dépassant les valeurs au-delà desquelles des effets néfastes sont certains en matière de santé environnementale et mentale. Des tests mensuels de plombémie chez les enfants dépassant le seuil de 10 g/dL ont confirmé que les hausses de taux de plomb dans l'air « coïncidaient avec des augmentations marquées de la proportion de tests dépassant cette valeur guide ». L'environnement de l'usine est durablement et de plus en plus contaminé (le plomb n'est pas dégradable) « dans et autour de Port Pirie » ; l'exposition au plomb y est « pratiquement inévitable » pour « l'ensemble de la population » qui a été décrite comme vivant dans une « mer de plomb »,. Cette usine a fait de la ville et sa banlieue « l'environnement résidentiel le plus contaminé par le plomb en Australie. Les données montrent qu'un jour sur deux, un test de plombémie sur un enfant âgé de 0 à 4 ans dépassera 10 g/dL. Par conséquent, environ 1 enfant sur 3 qui entre à l'école primaire à Port Pirie aura été intoxiqué au plomb, ce qui entraînera des difficultés importantes dans la scolarisation précoce ».
De 2006 à 2011, Nyrstar a investi près de 60 millions de dollars australiens pour limiter ses émissions, en association avec un programme d'éducation communautaire préventive « tenby10 ». Ces efforts ont réduit le plomb dans l'air et la plombémie infantile moyenne, mais les retours d'expérience ont ailleurs démontré que les conseils pédagogiques et les opérations de prévention de l'exposition au plomb « ne garantiront pas la protection d'une communauté. C'est particulièrement le cas lorsque la principale source de contamination demeure permanente. Même là où les maisons de Port Pirie sont complètement fermées et vacantes, une recontamination se produit. Cela indique la nature omniprésente des émissions de fonderie en cours en plus de la contamination par les sols et les poussières ». En particulier le saturnisme infantile reste problématique. Seuls l'arrêt ou une forte diminution des émissions de métaux, et un assainissement complet de l'environnement de la fonderie et de la ville permettrait le retour à une situation sanitairement et écologiquement acceptable. Selon un rapport de 2011 commandé par l'Environment Protection Authority de l'Australie du Sud, ce serait très coûteux, mais bien moins — à long terme — que de ne rien faire.

## Recherche et développement, expérimentations
L'un des problèmes graves posés par l'activité minière est le drainage minier acide. Nyrstar a testé de nouveaux procédés de traitement des eaux minières acides dans des bassins extérieurs en réussissant à produire des effluent finaux de qualité acceptable (avec des valeurs inférieures aux limites maximales admissibles qui sont : pH 6-9, Total Solides en suspension 50 mg/l, Cuivre total 0,5 mg/l, Plomb total 0,2 mg/l, Zinc total 1,5 mg/l, Fer dissous 2,0 mg/l, Arsenic total 0,1 mg/l et Cyanure total 1,0 mg/l ; ceci permettant une réduction de moitié (-51,95 %) des coûts d'exploitation.
Dans les années 2010, le groupe, dont en Australie du Sud, à Port Pirie, cherche à récupérer des métaux connexes rares, précieux ou stratégiques lors de son processus de traitement des minerais.
Il teste aussi l'utilisation d'eaux pluviales récupérées dans les bassins d'orage et d'eaux de nappe, en alternative, à l'eau potable du réseau.

## Filiales
Nyrstar dispose aussi de nombreuses filiales dont elle a la propriété exclusive. 